# Netsai Mukomberanwa
Netsai Mukomberanwa es una escultora de Zimbabue.

## Datos biográficos
Netsai Mukomberanwa es la hija mayor de Nicholas Mukomberanwa, es la hermana de Anderson, Lawrence, Ennica y Taguma Mukomberanwa, y la prima de Nesbert Mukomberanwa todos ellos escultores.
Ella pasa las tardes dedicada a la producción de su trabajo artístico en la granja familiar de Ruwa, su dedicación principal es maestra de escuela.